# Abhayamudra

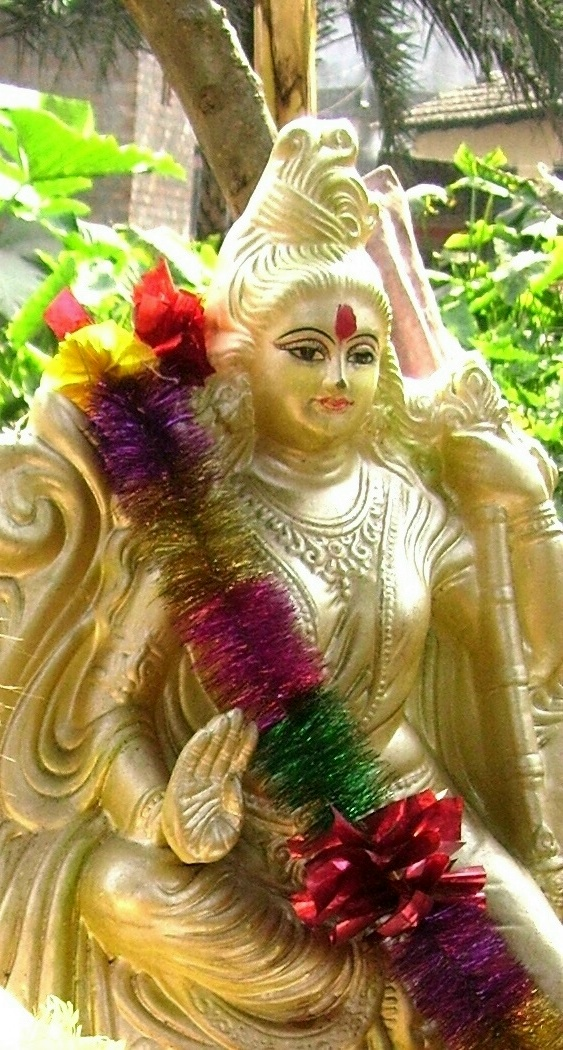
Diosa Saraswati con la postura del Abhayamudrā.

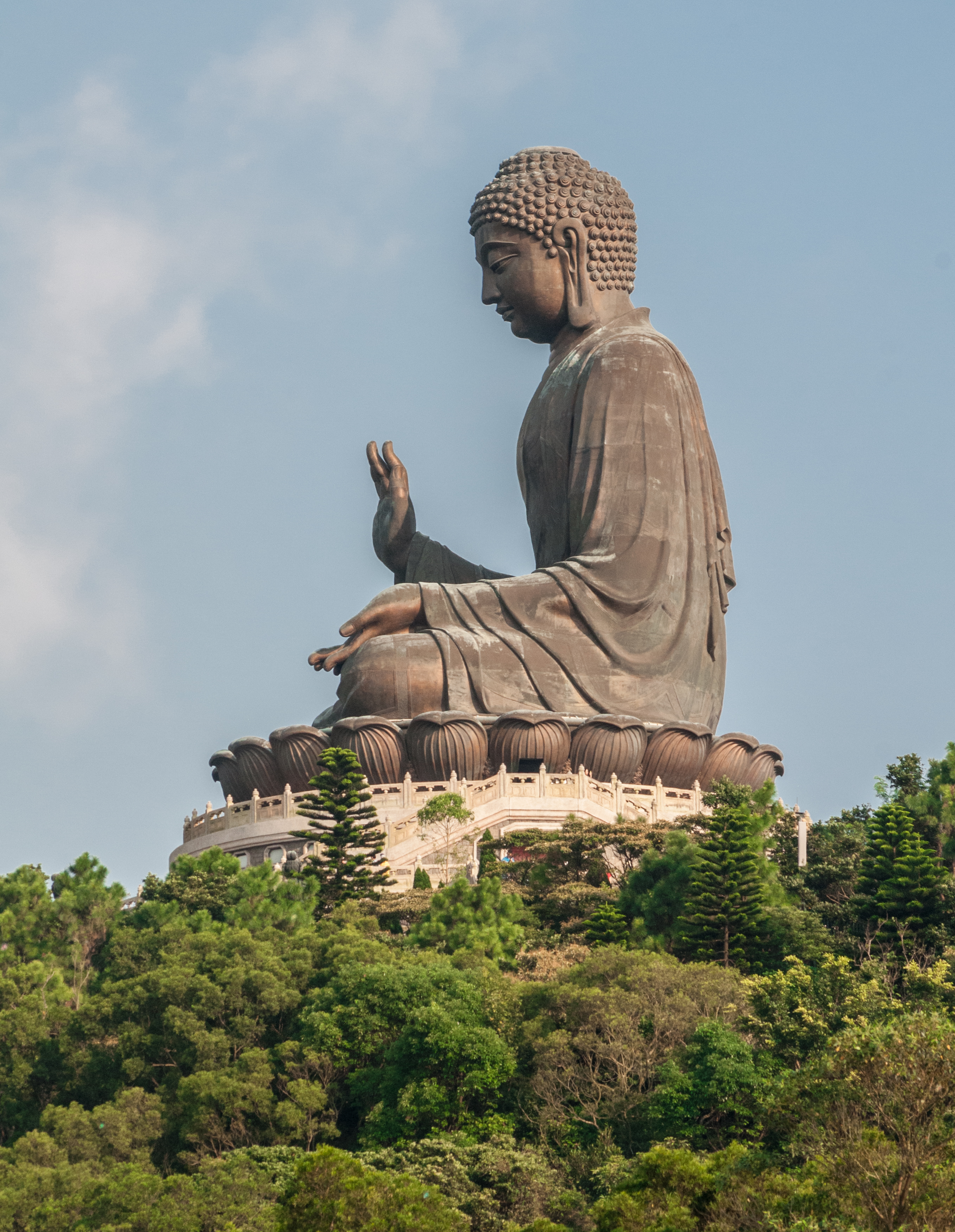
Buda con Abhayamudra y Varadamudra.

En el contexto hinduista, el Abhayamudra , Abhaya mudra o mudra abhaya es un gesto de la mano (mudra) que indica tranquilidad, seguridad, ausencia de miedo y trae protección y bendición divina. En el Abhayamudra, la mano derecha está íntegramente levantada con la palma de frente. Es uno del primeros mudra descritos en el imaginario hindú, budista y jainista.
En el budismo theravāda se hace con la mano derecha levantada, el brazo doblado y la palma adelante con los dedos hacia arriba a la altura del hombro, mientras la mano izquierda cuelga del lado derecho del cuerpo erguido. A veces, el gesto de la palma adelante con los dedos hacia arriba puede hacerse con las dos manos. En Tailandia y Laos este mudra está asociado con el Buda caminante, a menudo haciendo este mudra con ambas manos.
El Buda puede estar sentado, de pie o caminando.
Es bastante común en Sri Lanka una variante del Abhayamudra, el Asisa mudra por el que la mano izquierda cambia su postura apoyándola sobre el hombro izquierdo. Es una postura de bendición, de tranquilidad y el caso más importante se encuentra en el Buda de Aukana.
La mano libre puede representar varias otras acciones, pero es común encontrar efigies que representan con ella el varadamudra, una versión invertida del abhayamudra.

## Etimología
Abhaya significa en sánscrito (अभयमुद्रा) "Ausencia de miedo".